# Madascincus polleni
Madascincus polleni — вид сцинкоподібних ящірок родини сцинкових (Scincidae). Ендемік Мадагаскару.

## Поширення і екологія
Madascincus polleni мешкають на півночі і заході острова Мадагаскар. Вони живуть в сухих і вологих тропічних лісах, серед опалого листя, трапляються на плантаціях. Зустрічаються на висоті до 800 м над рівнем моря.